# Историјски лексикон Црне Горе
Лексикографско издање „Историјски лексикон Црне Горе“ (штампан у Падови – „Grafica Veneta“) издат је од стране „Daily Press - Вијести“, у пет књига, 2006. године. Аутори лексикона су Шербо Растодер, Живко Андријашевић, Драгутин Паповић, Звездан Фолић, Саит Шаботић, Слободан Дробњак, Јадранка Селхановић, Жељко Дринчић и Аднан Прекић.